# 志茂田景樹
志茂田 景樹（しもだ かげき、1940年〈昭和15年〉3月25日 - ）は、日本の作家（小説家・絵本作家）、タレント。株式会社志茂田景樹事務所代表取締役。日本文芸家クラブ会長。よい子に読み聞かせ隊隊長。日本ペンクラブ会員。芸能プロダクション「ビッグ・ブッキング・エンターテインメント」所属。本名は下田 忠男（しもだ ただお）。
ペンネームの由来は、「茂る田んぼを志す」という気持ちから変名し、また「景樹」は昔、父親の書斎でよく目にしていた本に、江戸時代の国文学者である香川景樹の著作があり、その賑やかな名前が気に入って拝借したという。また、一時期は境 忠雄（さかい ただお）のペンネームを使用していた時期もあった。

## 人物・来歴
1940年、静岡県伊東市に生まれる。5歳の時に兄が戦死。東京都立国立高等学校を卒業後、一浪を経て中央大学法学部政治学科に入学。当時は俳優になる事も夢見ていたが、6年かけて卒業した後は弁護士事務所に就職するも、その後はセールス、探偵、保険調査員、塾講師、週刊誌記者など、20種以上の職を転々としてきた。28歳の保険調査員時代に地方出張の移動時間を利用して読書をしているうちに作家を志すようになった。29歳の時、虫垂炎と腹膜炎で長期入院したことをきっかけに短編の執筆を開始、それから仕事の傍ら作品を応募し続ける。3〜4年目くらいから候補作には毎回のように挙げられるようになってきたものの受賞には至らず、メディア業界の知人から受けた「短編を書くならストーリーの面白さよりも登場人物を重視するといい」というアドバイスを参考に書き上げた『やっとこ探偵』で、1976年小説現代新人賞を受賞、プロデビューを果たす。1980年、国鉄職員だった父が北海道に赴任した際に聞いた話をもとに書き上げた大作『黄色い牙』で直木賞を受賞した。
「孔雀警視」シリーズなどのエロティックな官能を絡めた大人のユーモア推理小説をはじめ、大胆な解釈の歴史小説、伝奇小説、人物評伝、スペクタクル小説、ピカレスク小説など、ジャンルを問わない多様多彩な作品世界を構築し、その執筆スピードの速さもあいまって矢継ぎ早に発表して読者の支持を集める。特に、『孔雀警視』は女性キャリア捜査官ものとしては日本の嚆矢であり、しかも続けてこの職種を取り上げたフィクションがリアルなものが多かったのに対し（近年はようやくコミカルなものもエロティックなものも増えてきている）軽いエロティックアクションに徹している点など、先見性と独自性が際立っている。『それゆけ孔雀警視』は1987年4月22日の『水曜ドラマスペシャル』（TBS）でドラマ化され、志穂美悦子が演じた。続編と第3作では賀来千香子に交代している。志茂田は『警視総監・鳳美由紀』ではこの路線をついに（しかもお色気アクションのまま）警察官最高職にまで推し進め、これは四半世紀を経た現在も未だに（映像・劇画も含め）フォロワーが出ていない。
1990年代には架空戦記小説を多数執筆、ブームの牽引者となる。分かり易さ、面白さを追求し、特に『戦国の長嶋巨人軍』はムックで取り上げられカルト的人気を博して重版を重ねた。多くの作品がブームの衰退と共に個別の作品名を忘れられてゆく中、架空戦記の金字塔となった。
執筆活動の他奇抜なファッションセンスが注目され、1980年代後半には山本寛斎のファッションショーでモデルを務めたほか、1990年代にはタレントとしてバラエティ番組やドラマ番組に出演したり、ファッションブランド「KIBA」を立ち上げたりした。こうしたエキセントリックな行動と存在感、名前の音のように「過激」なファッションスタイル及び脚線美で注目を集めた。
キャラクター性も抜群であり、本人もタレント活動にも積極的で数多くのバラエティ番組、ドラマなどにも出演した。『ビーロボ カブタック』出演時には、同作プロデューサーから「あれほどの大作家なのに少しも偉ぶったところがない」と絶賛された。当然出演時の衣装は全て自前である。
『笑っていいとも!』レギュラー時代に志茂田が登場する時には、「直木賞作家 志茂田景樹」とクレジットされていた。また、『いいとも!』では1992年の特番「笑っていいとも!年忘れ特大号」のコーナー、ものまね歌合戦にて小泉今日子の「なんてったってアイドル」を歌った。唄うことが大好きで、カラオケで熱唱するのが楽しいという。また自らの講演会でも唄を披露している。沢田研二の「勝手にしやがれ」をカヴァーしており、『音痴貴族 花の歌謡大行進』というレコードに収録されている。本人が近年、Twitterでカミングアウトしたところによると、幼い頃の疾患により、音楽を聴き、表現する能力が劣ってしまったという。
たけし・逸見の平成教育委員会では何度か最優秀生徒に選ばれたが、「ブレザーはいらない」と最優秀生徒を辞退したことがある。
こうしたタレント的な活動で注目されていた当時の執筆作品の多くが、口述筆記であったことを公言している。1996年より、絶版となっていた自著を「KIBA BOOKS」として自ら復刊する。
1999年、妻と共に「よい子に読み聞かせ隊」を結成する。以後、テレビタレント活動、小説執筆をセーブし、自ら全国各地で読み聞かせ行脚を行い、童話・絵本執筆も手がけるほか、不登校の子どもたちの支援や心療内科を考える会など、社会的活動にも熱心である。2008年、専修大学の創設者たちを描いた歴史小説『蒼翼の獅子たち』を刊行した。また、Twitterでは、人生相談において、真摯かつ心温まる回答もあり、フォロワー数が20万人を超えた他、現在年収800万を稼ぐカリスマタクシー運転手として『タクシーほど気楽な商売は無い!』を執筆した次男の下田大気と共同で講演活動も行っている。
2014年、事務所で、金庫の鍵を壊され6,000円を盗まれるという事件が発生した。
2017年春に膠原病、2018年には関節リウマチと診断されたほか、2019年に転倒し腰を圧迫骨折している。その後は車椅子生活を送りながら、作家活動やTwitterでの発信・人生相談を行い、40万人以上のフォロワーがいる。妻子がいながら、別の女性と6年間暮らしていた時期もあったことを自ら明らかにしている。

## 受賞歴
- 1976年 『やっとこ探偵』で第27回小説現代新人賞を受賞。
- 1980年 『黄色い牙』で第83回直木賞を受賞。
- 1984年 『汽笛一聲』で第4回日本文芸大賞を受賞。
- 1994年 第13回日本文芸家クラブ特別大賞を受賞。
- 2014年 『キリンがくる日』で第19回日本絵本賞読者賞を受賞。

## 著書

### 歴史小説
- 西南戦争
- 真・甲陽軍鑑 武田信玄の秘密
- 大三国志
- 大水滸伝

### 伝奇小説
- 異端のファイル（祥伝社 1977年）
- 異端の血族（祥伝社 (ノン・ノベル) 1978年）
- 鉄の魔界（光文社 1981年）
- 青ざめた彷徨（中央公論社 1982年）

### 探偵小説

#### 扇野笙子シリーズ
- それゆけ孔雀警視 - 「孔雀警視」の異名をとる扇野笙子シリーズ第一作。
- 007を追え孔雀警視
- 孔雀警視と銀座の恋の物語
- 孔雀警視とヨコハマ猫屋敷
- 孔雀警視の戦争と平和
- にせ孔雀警視対孔雀警視
- 孔雀警視とゲーテ座の怪人
- 甦れ 孔雀警視
- サーキットの孔雀警視
- だれより孔雀警視
- 誘拐犯をあばけ！ 孔雀警視

#### 快海警部シリーズ
- 快海警部と毛皮のヴィーナス（祥伝社 (ノン・ポシェット) 1990年） - 警視庁に超高級毛皮オセロットを着た妖艶な金髪美女が来庁した。パリ警視庁のフランソワ・パレテラス警視である。1着数千万円の毛皮に群がる有閑マダム、そして殺人事件が発生。快海警部もの第二長編。
- 快海警部と笑うガマガエル（祥伝社 (ノン・ノベル) 1990年） - 歌劇団の男役トップらスター2人が、魚河岸で姿を消した。何者かに拉致された。快海もの第七長編。
- 快海警部と狙われたミス・コン（祥伝社 (ノン・ポシェット) 1991年）
- 快海警部と「いいとも!」探偵団（祥伝社 (ノン・ポシェット) 1992年）

#### ふくろう警視シリーズ
- 怪しい夜にまぶたはひらく（徳間文庫 1993年） – ふくろう警視シリーズ第一作。
- 哀愁の夜に金貨が降る（徳間文庫 1993年）
- 妖しい夜に銀行は蠢く（徳間書店 (トクマ・ノベルズ) 新書 1991年）

#### 富豪警視もの
- アイドルと三冠王の裏側
- 瀬戸内人喰い鮫の罠

#### ノンシリーズ
- 冷血の罠
- やっとこ探偵（講談社 1980年）
- 嬬恋美女伝説
- 桜桃忌殺人事件
- 周ロック・ホームズ―雨の軽井沢殺人事件（湘南ノベルス 1996年）

### 実録小説・モデル小説
- 折伏鬼　1980年文藝春秋社刊
- 汚れた偶像
- 俗物教祖
- 吸血大宝殿
- 羊群は地獄に堕ちる
- 法城壊滅の日
- 青ざめた彷徨
上記の作品群は、『折伏鬼』と同じく創価学会をテーマとしたもの。
- 制覇（徳間文庫 1982年）
東映映画『制覇』（1982年）の原作
- 首領を継ぐのは俺だ 山口組「血の派閥抗争」（サンケイ出版 1985年）
東映映画『激動の1750日』（1990年）の原作
- 自動車業界を乗っとれ
- 蒼翼の獅子たち （河出書房新社 2008年）
映画『学校をつくろう』原作
- モンゴル馬ダライフレグの奇跡 日本とモンゴル友好のかけ橋になった名馬の物語 （海部俊樹共著 籾山彩恵子英訳 Kiba book 2006年）

### 架空戦記
- 極光（オーロラ）の艦隊
- 激烈!帝国大戦
- 孔明の艦隊
- 彗星の艦隊
- 戦国の長嶋巨人軍（実業之日本社 1995年）
精神鍛錬の一環で自衛隊に体験入隊し、タイムスリップにより戦国時代に飛ばされた長嶋茂雄率いる巨人軍が織田信長と共に天下取りを目指すメークドラマ。
日高建男によって『戦国の長縞GB軍』として漫画化され、2013年から『コミック乱』に連載された。
- PKO軍、関ヶ原合戦に突入す
- PKO軍、幕末争乱に突入す
- 信玄・謙信日本を奪る
- 義経が翔く
- 戊辰戦争
- 関ヶ原合戦
- 伊達政宗の大長征
- 信長の野望
- 覇王チンギス・ハーン（祥伝社、1993年）
チンギス・ハーンの戦いを描く。全三巻。前半は、父イェスゲイの死からはじまり、ほぼ元朝秘史のストーリーを踏襲しているが、後半は、①ジョチの謀反、②チンギス・ハーンは1227年に死なず、子供たちよりも長生きすること、③バトゥによるフランス、ドイツ、イギリスを含む全ヨーロッパ征服、④南宋の征服後、チンギス・ハーンの命令により2回の日本遠征（元寇）が行われることなど、創作が多い。

### 恋愛ロマン・耽美小説
- 長靴の恋幽霊（集英社コバルト文庫 1985年）

### 児童書・絵本
- キリンがくる日
- ひかりの二じゅうまる
- つきとはくちょうのこ
- ぞうのこどもがみたゆめ

### その他
- 金融紳士（大陸書房 1979年）
- 黄色い牙（講談社 1980年 のち文庫）
- 汽笛一声（プレジデント社 1983年）
- サラリーマン裏太平記
- ザ・騙し人（漫画原作　作画　横山まさみち）

### ノンフィクション
- カン入り自由のコーヒー・ブレイク カゲキの青春開直り美学 （若林出版企画 1984年）
- 志茂田景樹のおしゃれ交遊録（ナイタイ 1991年）
- 志茂田景樹の軽犯罪法教室（講談社 1994年）
- カゲキに生きてみないか The song of my life（ぴいぷる社 1994年）
- サカキバラ症候群の子どもたち（KIBA BOOKS 1997年）
- 心療内科（KIBA BOOK 1997年）
- 男が家を出るとき帰るとき（文芸社 2002年）

## 出演

### テレビバラエティ番組
- 快傑えみちゃんねる（関西テレビ）
- 天才・たけしの元気が出るテレビ!!（1985年 - 1996年 日本テレビ）
- 森田一義アワー 笑っていいとも!（1992 - 1994年 フジテレビ）曜日レギュラー
- 三枝の愛ラブ!爆笑クリニック（関西テレビ、コンサルタントとして数回出演。）
- クイズ世界はSHOW by ショーバイ!!（日本テレビ）ゲスト回答者
- 投稿!特ホウ王国（日本テレビ）
- さんまのナンでもダービー（テレビ朝日）
- EXテレビ
- たけし・逸見の平成教育委員会（フジテレビ）
- ろみひー（中京テレビ）[3]。
- ダウンタウンのガキの使いやあらへんで!!（2015年 日本テレビ）
- SWITCHインタビュー 達人達（たち）「ヨシダナギ×志茂田景樹」（NHK、2019年10月5日）[11]

### テレビドラマ
- それゆけ孔雀警視（1987年 TBS）温泉客 役
- ビーロボカブタック（1997年-1998年 テレビ朝日）高円寺寅彦役
- 私のホストちゃんS〜新人ホストオーナー奇跡の密着6カ月〜 (2014年、テレビ朝日)

### 映画
- トリック劇場版2（2006年6月10日公開 選挙ポスター写真のみ）
- カケラ（2010年4月3日公開）
- ペコロスの母に会いに行く（2013年11月16日公開）

### ウェブテレビ
- 今夜、釈明しますm(_ _)m 慰謝料1億円&8股疑惑を釈明&追及SP（2017年4月30日、AbemaGOLDチャンネル）[12]

### CM
- サンガリア杜仲茶
- エースコックスーパーカップ大盛いか焼そば（1993年）※京野ことみと共演
- ソード・ワールドSFC （T&E SOFT）（1993年）※Winkと共演
- NTTドコモ しゃべってコンシェル（2012年）

### ゲーム
- 七つの秘館（1996年、光栄）※原作も担当

### PV
- 宇宙人「もっともっとイン・ザ・ルーム」（2012年）